# Нео-Фаліро (станція метро)
«Нео-Фаліро» (грец. Νέο Φάληρο) — станція Афіно-Пірейської залізниці Афінського метрополітену. Знаходиться за 2,110 км від станції метро «Пірей».
Станція була відкрита в 1882 році, в 1887 році були проведені роботи з подовження платформи, а до відкриття літніх олімпійських ігор 2004 року була проведена реконструкція станції. Станція розташована у Піреї, у районі Палео-Фаліро від якого і отримала свою назву.